# Aimo Diana
Pour les articles homonymes, voir Diana.
Aimo Diana, nom complet Aimo Stefano Diana, né le 2 janvier 1978 à Brescia, en Lombardie, est un footballeur italien évoluant au poste de milieu de terrain devenu entraîneur.

## Biographie
Aimo Diana joue principalement en faveur du Brescia Calcio, de l'UC Sampdoria, de l'US Palerme, et du Torino FC.
Il dispute un total de 310 matchs en Serie A, inscrivant 25 buts dans ce championnat. Il remporte la Coupe d'Italie en 2002 avec Parme.
International italien, il reçoit 13 sélections en équipe nationale entre 2004 et 2007. Il fait sa 1re apparition avec l'Italie le 28 avril 2004, lors d'un match amical face à l'Espagne. Il inscrit son seul et unique but en équipe nationale le 16 novembre 2005, lors d'une rencontre amicale face à la Côte d'Ivoire.
Aimo Diana remporte par ailleurs le Championnat d'Europe espoirs 2000 avec l'équipe d'Italie espoirs.

## Palmarès
- Vainqueur du Championnat d'Europe espoirs 2000 avec l'équipe d'Italie espoirs
- Vainqueur de la Coupe d'Italie en 2002 avec Parme